# Frank Bayard
Frank Bayard OT (ur. 11 października 1971 w Püttlingen w Saarze) – niemiecki duchowny rzymskokatolicki, z zawodu menedżer, 66. wielki mistrz i opat zakonu krzyżackiego od 2018.

## Życiorys
Odbywał naukę zawodu jako pracownik bankowy. Później kształcił się w zakresie zarządzania i gospodarki europejskiej na prywatnej uczelni Wissenschaftliche Hochschule Lahr w Konstancji (obecnie Allensbach Hochschule), gdzie zdobył tytuł MBA.
W 2000 wstąpił do zakonu krzyżackiego. Śluby wieczyste złożył 19 września 2004, zaś święcenia kapłańskie otrzymał 22 lipca 2006 z rąk kardynała Friedricha Wettera, arcybiskupa Monachium i Fryzyngi. W latach 2001–2008 studiował filozofię, teologię, historię i zarządzanie ochroną zdrowia na uczelniach w Wiedniu i Innsbrucku. W 2006 wybrano go radcą generalnym niemieckiej prowincji zakonu, zaś od maja 2008 do sierpnia 2018 był generalnym ekonomem krzyżaków. W 2015 został wikariuszem parafialnym w Gumpoldskirchen (Austria).
22 sierpnia 2018 został wybrany 66. wielkim mistrzem i opatem zakonu krzyżackiego w miejsce Bruno Plattera. Benedykcję opacką otrzymał 17 listopada tego samego roku w Wiedniu z rąk kardynała Christopha Schönborna. Jako swą dewizę przyjął Noli timere – meus es tu.
W 2024 został wybrany na drugą kadencję na stanowisku Wielkiego Mistrza Krzyżaków.